# Copa Panamericana de Voleibol Masculino de 2018
La XIII Copa Panamericana de Voleibol Masculino se celebró del 28 de agosto al 2 de septiembre de 2018 en Veracruz (México), con la participación de 7 selecciones nacionales de la NORCECA y 5 de la Confederación Sudamericana de Voleibol.
El torneo fue organizado por la Federación Mexicana de Voleibol bajo la supervisión de la Unión Panamericana de Voleibol (UPV) y otorgó 5 cupos de clasificación al torneo masculino de voleibol de los Juegos Panamericanos de 2019 para los equipos que se ubicaron en los cinco primeros lugares al finalizar la competencia.
La selección de Argentina se proclamó campeón al vencer en la final a Brasil por tres sets a dos, de esta manera Argentina ganó su segundo título consecutivo en la historia de la Copa Panamericana Masculina. Brasil llegó a su cuarta final y se quedó con el subcampeonato siendo esta su primera medalla de plata. Por su parte Cuba obtuvo la medalla de bronce luego de derrotar por tres sets a uno a Puerto Rico en el partido definitorio del tercer lugar, siendo su tercera medalla de bronce ganada en la Copa Panamericana Masculina.
Argentina, Brasil, Cuba, Puerto Rico y México, que le ganó el partido por el quinto lugar a Canadá, fueron las selecciones que se clasificaron a los Juegos Panamericanos de 2019. Perú ya tenía su cupo asegurado al ser Lima la ciudad sede de este evento.

## Organización

### País anfitrión y ciudad sede
| Córdoba          | Córdoba Córdoba, sede de la Copa Panamericana de Voleibol Masculino 2018. |
| ---------------- | ------------------------------------------------------------------------- |
| Arena de Córdoba | Córdoba Córdoba, sede de la Copa Panamericana de Voleibol Masculino 2018. |
| Capacidad: 1500  | Córdoba Córdoba, sede de la Copa Panamericana de Voleibol Masculino 2018. |
|                  | Córdoba Córdoba, sede de la Copa Panamericana de Voleibol Masculino 2018. |

Desde finales del año 2015 la NORCECA, en su calendario de competencias para el año 2018, tenía consignado a México como el país anfitrión de la Copa Panamericana de Voleibol Femenino de 2018. Sin embargo, en febrero de 2018 México pasó a ser sede de esta edición de la Copa Panamericana de Voleibol Masculino en reemplazo de Puerto Rico que no pudo cumplir con la organización de ese torneo tras los daños que ocasionó el paso del Huracán María en esta isla caribeña en septiembre de 2017.

#### Recinto
Todos los partidos se llevaron a cabo en la Arena de Córdoba.

### Formato de competición
El torneo se desarrolla dividido en dos fases: fase preliminar y fase final.
En la fase preliminar las 12 selecciones participantes fueron repartidas en tres grupos de 4 equipos, en cada grupo se jugó con un sistema de todos contra todos y los equipos fueron clasificados de acuerdo a los siguientes criterios:
1. Mayor número de partidos ganados.
2. Mayor número de puntos obtenidos, los cuales son otorgados de la siguiente manera:
  - Partido con resultado final 3-0: 5 puntos al ganador y 0 puntos al perdedor.
  - Partido con resultado final 3-1: 4 puntos al ganador y 1 puntos al perdedor.
  - Partido con resultado final 3-2: 3 puntos al ganador y 2 puntos al perdedor.
3. Proporción entre los puntos ganados y los puntos perdidos (Puntos ratio).
4. Proporción entre los sets ganados y los sets perdidos (Sets ratio).
5. Si el empate persiste entre dos equipos se le da prioridad al equipo que haya ganado el último partido entre los equipos implicados.
6. Si el empate persiste entre tres equipos o más se realiza una nueva clasificación solo tomando en cuenta los partidos entre los equipos involucrados.

## Equipos participantes
NORCECA (Confederación del Norte, Centroamérica y del Caribe):
- Canadá
- Cuba
- Estados Unidos
- Guatemala
- México (Local)
- Puerto Rico
- República Dominicana

CSV (Confederación Sudamericana de Voleibol):
- Argentina
- Brasil
- Chile
- Colombia
- Perú

### Conformación de los grupos
Para la conformación de los grupos las doce selecciones participantes fueron distribuidas en tres grupos de cuatro equipos.
Los grupos quedaron conformados de la siguiente manera.
| Grupo A   | Grupo B              | Grupo C        |
| --------- | -------------------- | -------------- |
| México    | Brasil               | Argentina      |
| Chile     | Canadá               | Estados Unidos |
| Cuba      | Colombia             | Perú           |
| Guatemala | República Dominicana | Puerto Rico    |

## Calendario
| Fase            | Jornada   | Fecha                   |
| --------------- | --------- | ----------------------- |
| Fase preliminar | Jornada 1 | 28 de agosto de 2018    |
| Fase preliminar | Jornada 2 | 29 de agosto de 2018    |
| Fase preliminar | Jornada 3 | 30 de agosto de 2018    |
| Fase final      | Jornada 4 | 31 de agosto de 2018    |
| Fase final      | Jornada 5 | 1 de septiembre de 2018 |
| Fase final      | Jornada 6 | 2 de septiembre de 2018 |

## Resultados
- Las horas indicadas corresponden al huso horario local de Veracruz: UTC-5.

### Fase preliminar
- Sede: Arena de Córdoba, Veracruz.

     – Clasificados a las semifinales. 
     – Clasificados a los cuartos de final.
     – Pasan a disputar la clasificación del 7.° al 10 lugar.
     – Pasan a disputar el partido por el 11.° y 12.° lugar.

#### Grupo A
| Pos. | Equipo    | Partidos | Partidos | Partidos | Pts. | Sets | Sets | Sets  | Puntos | Puntos | Puntos |
| Pos. | Equipo    | PJ       | PG       | PP       | Pts. | SG   | SP   | Ratio | PG     | PP     | Ratio  |
| ---- | --------- | -------- | -------- | -------- | ---- | ---- | ---- | ----- | ------ | ------ | ------ |
| 1    | Cuba      | 3        | 3        | 0        | 12   | 9    | 3    | 3.000 | 276    | 226    | 1.221  |
| 2    | México    | 3        | 2        | 1        | 12   | 8    | 3    | 2.666 | 248    | 232    | 1.068  |
| 3    | Chile     | 3        | 1        | 2        | 6    | 4    | 6    | 0.666 | 221    | 220    | 1.004  |
| 4    | Guatemala | 3        | 0        | 3        | 0    | 0    | 9    | 0.000 | 163    | 229    | 0.711  |

| Fecha        | Hora  | Equipo 1  | Res.  | Equipo 2  | Set 1 | Set 2 | Set 3 | Set 4 | Set 5 | Total    | Reporte |
| ------------ | ----- | --------- | ----- | --------- | ----- | ----- | ----- | ----- | ----- | -------- | ------- |
| 28 de agosto | 13:00 | Chile     | 1 – 3 | Cuba      | 22-25 | 25-17 | 19-25 | 21-25 |       | 87 – 92  | P2 P3   |
| 28 de agosto | 21:00 | México    | 3 – 0 | Guatemala | 25-18 | 25-20 | 29-27 |       |       | 79 – 65  | P2 P3   |
| 29 de agosto | 11:00 | Cuba      | 3 – 0 | Guatemala | 25-16 | 25-13 | 25-16 |       |       | 75 – 45  | P2 P3   |
| 29 de agosto | 21:00 | México    | 3 – 0 | Chile     | 25-22 | 25-18 | 25-19 |       |       | 75 – 59  | P2 P3   |
| 30 de agosto | 13:00 | Guatemala | 0 – 3 | Chile     | 18-25 | 18-25 | 17-25 |       |       | 53 – 75  | P2 P3   |
| 30 de agosto | 21:00 | México    | 2 – 3 | Cuba      | 25-20 | 16-25 | 25-21 | 12-25 | 16-18 | 94 – 109 | P2 P3   |

#### Grupo B
| Pos. | Equipo               | Partidos | Partidos | Partidos | Pts. | Sets | Sets | Sets  | Puntos | Puntos | Puntos |
| Pos. | Equipo               | PJ       | PG       | PP       | Pts. | SG   | SP   | Ratio | PG     | PP     | Ratio  |
| ---- | -------------------- | -------- | -------- | -------- | ---- | ---- | ---- | ----- | ------ | ------ | ------ |
| 1    | Brasil               | 3        | 3        | 0        | 15   | 9    | 0    | MAX   | 227    | 166    | 1.407  |
| 2    | Canadá               | 3        | 2        | 1        | 9    | 6    | 4    | 1.500 | 231    | 219    | 1.054  |
| 3    | República Dominicana | 3        | 1        | 2        | 5    | 3    | 6    | 0.500 | 188    | 222    | 0.846  |
| 4    | Colombia             | 3        | 0        | 3        | 1    | 1    | 9    | 0.111 | 214    | 253    | 0.845  |

| Fecha        | Hora  | Equipo 1             | Res.  | Equipo 2             | Set 1 | Set 2 | Set 3 | Set 4 | Set 5 | Total   | Reporte |
| ------------ | ----- | -------------------- | ----- | -------------------- | ----- | ----- | ----- | ----- | ----- | ------- | ------- |
| 28 de agosto | 15:00 | Brasil               | 3 – 0 | República Dominicana | 25-21 | 25-19 | 25-14 |       |       | 75 – 54 | P2 P3   |
| 28 de agosto | 17:00 | Canadá               | 3 – 1 | Colombia             | 25-19 | 23-25 | 25-22 | 25-22 |       | 98 – 88 | P2 P3   |
| 29 de agosto | 13:00 | Colombia             | 0 – 3 | Brasil               | 25-27 | 17-25 | 12-25 |       |       | 54 – 77 | P2 P3   |
| 29 de agosto | 17:00 | República Dominicana | 0 – 3 | Canadá               | 20-25 | 20-25 | 16-25 |       |       | 56 – 75 | P2 P3   |
| 30 de agosto | 15:00 | Colombia             | 0 – 3 | República Dominicana | 23-25 | 24-26 | 25-27 |       |       | 72 – 78 | P2 P3   |
| 30 de agosto | 17:00 | Brasil               | 3 – 0 | Canadá               | 25-20 | 25-15 | 25-23 |       |       | 75 – 58 | P2 P3   |

#### Grupo C
| Pos. | Equipo         | Partidos | Partidos | Partidos | Pts. | Sets | Sets | Sets  | Puntos | Puntos | Puntos |
| Pos. | Equipo         | PJ       | PG       | PP       | Pts. | SG   | SP   | Ratio | PG     | PP     | Ratio  |
| ---- | -------------- | -------- | -------- | -------- | ---- | ---- | ---- | ----- | ------ | ------ | ------ |
| 1    | Argentina      | 3        | 3        | 0        | 14   | 9    | 1    | 9.000 | 253    | 201    | 1.258  |
| 2    | Puerto Rico    | 3        | 2        | 1        | 10   | 7    | 4    | 1.750 | 261    | 244    | 1.069  |
| 3    | Estados Unidos | 3        | 1        | 2        | 6    | 4    | 6    | 0.666 | 215    | 232    | 0.926  |
| 4    | Perú           | 3        | 0        | 3        | 0    | 0    | 9    | 0.000 | 174    | 226    | 0.769  |

| Fecha        | Hora  | Equipo 1       | Res.  | Equipo 2       | Set 1 | Set 2 | Set 3 | Set 4 | Set 5 | Total    | Reporte |
| ------------ | ----- | -------------- | ----- | -------------- | ----- | ----- | ----- | ----- | ----- | -------- | ------- |
| 28 de agosto | 11:00 | Estados Unidos | 3 – 0 | Perú           | 25-21 | 25-14 | 26-24 |       |       | 76 – 59  | P2 P3   |
| 28 de agosto | 19:00 | Argentina      | 3 – 1 | Puerto Rico    | 20-25 | 25-15 | 33-31 | 25-17 |       | 103 – 88 | P2 P3   |
| 29 de agosto | 15:00 | Perú           | 0 – 3 | Argentina      | 20-25 | 22-25 | 15-25 |       |       | 57 – 75  | P2 P3   |
| 29 de agosto | 19:00 | Puerto Rico    | 3 – 1 | Estados Unidos | 23-25 | 25-18 | 25-19 | 25-21 |       | 98 – 83  | P2 P3   |
| 30 de agosto | 11:00 | Perú           | 0 – 3 | Puerto Rico    | 17-25 | 20-25 | 21-25 |       |       | 58 – 75  | P2 P3   |
| 30 de agosto | 19:00 | Estados Unidos | 0 – 3 | Argentina      | 19-25 | 21-25 | 16-25 |       |       | 56 – 75  | P2 P3   |

### Fase final

#### Partido por el 11.º y 12.º puesto
| Fecha        | Hora  | Equipo 1 | Res.  | Equipo 2  | Set 1 | Set 2 | Set 3 | Set 4 | Set 5 | Total   | Reporte |
| ------------ | ----- | -------- | ----- | --------- | ----- | ----- | ----- | ----- | ----- | ------- | ------- |
| 31 de agosto | 13:00 | Perú     | 1 – 3 | Guatemala | 16-25 | 25-23 | 22-25 | 19-25 |       | 83 – 98 | P2 P3   |

#### Clasificación 7.º al 10.º puesto
|  | Semifinales 7.º al 10.º puesto | Semifinales 7.º al 10.º puesto | Semifinales 7.º al 10.º puesto |                |    | Partido 7.º y 8.º puesto  | Partido 7.º y 8.º puesto  | Partido 7.º y 8.º puesto  |  |
|  |                                |                                |                                |                |    |                           |                           |                           |  |
|  |                                |                                |                                |                |    |                           |                           |                           |  |
|  | 3A                             | Chile                          | 3                              |                |    |                           |                           |                           |  |
|  | 3A                             | Chile                          | 3                              |                |    |                           |                           |                           |  |
|  | 4B                             | Colombia                       | 0                              |                |    |                           |                           |                           |  |
|  | 4B                             | Colombia                       | 0                              |                | 3A | Chile                     | 1                         |                           |  |
|  |                                |                                |                                |                | 3A | Chile                     | 1                         |                           |  |
|  |                                |                                | 3C                             | Estados Unidos | 3  |                           |                           |                           |  |
|  | 3B                             | República Dominicana           | 3C                             | Estados Unidos | 3  | 0                         |                           |                           |  |
|  | 3B                             | República Dominicana           |                                |                |    | 0                         |                           |                           |  |
|  | 3C                             | Estados Unidos                 | 3                              |                |    | Partido 9.º y 10.º puesto | Partido 9.º y 10.º puesto | Partido 9.º y 10.º puesto |  |
|  | 3C                             | Estados Unidos                 | 3                              |                |    | Partido 9.º y 10.º puesto | Partido 9.º y 10.º puesto | Partido 9.º y 10.º puesto |  |
|  |                                |                                |                                |                |    |                           |                           |                           |  |
|  |                                |                                |                                |                |    | 4B                        | Colombia                  | 3                         |  |
|  |                                |                                |                                |                |    | 4B                        | Colombia                  | 3                         |  |
|  |                                |                                |                                |                |    | 3B                        | República Dominicana      | 0                         |  |
|  |                                |                                |                                |                |    | 3B                        | República Dominicana      | 0                         |  |
|  |                                |                                |                                |                |    |                           |                           |                           |  |

##### Semifinales 7.º al 10.º puesto
| Fecha        | Hora  | Equipo 1             | Res.  | Equipo 2       | Set 1 | Set 2 | Set 3 | Set 4 | Set 5 | Total   | Reporte |
| ------------ | ----- | -------------------- | ----- | -------------- | ----- | ----- | ----- | ----- | ----- | ------- | ------- |
| 31 de agosto | 15:00 | Chile                | 3 – 0 | Colombia       | 25-14 | 25-19 | 25-16 |       |       | 75 – 49 | P2 P3   |
| 31 de agosto | 17:00 | República Dominicana | 0 – 3 | Estados Unidos | 23-25 | 17-25 | 26-28 |       |       | 66 – 78 | P2 P3   |

##### Partido por el 9.º y 10.º puesto
| Fecha           | Hora  | Equipo 1 | Res.  | Equipo 2             | Set 1 | Set 2 | Set 3 | Set 4 | Set 5 | Total   | Reporte |
| --------------- | ----- | -------- | ----- | -------------------- | ----- | ----- | ----- | ----- | ----- | ------- | ------- |
| 1 de septiembre | 15:00 | Colombia | 3 – 0 | República Dominicana | 25-23 | 25-23 | 27-25 |       |       | 77 – 71 | P2 P3   |

##### Partido por el 7.º y 8.º puesto
| Fecha           | Hora  | Equipo 1 | Res.  | Equipo 2       | Set 1 | Set 2 | Set 3 | Set 4 | Set 5 | Total    | Reporte |
| --------------- | ----- | -------- | ----- | -------------- | ----- | ----- | ----- | ----- | ----- | -------- | ------- |
| 1 de septiembre | 17:00 | Chile    | 1 – 3 | Estados Unidos | 24-26 | 18-25 | 29-27 | 22-25 |       | 93 – 103 | P2 P3   |

#### Clasificación 1.º al 6.º puesto
|  |                          |                          |                          |  |  | Cuartos de final | Cuartos de final | Cuartos de final |  |  | Semifinales | Semifinales | Semifinales |  |  | Final                    | Final                    | Final                    |
|  |                          |                          |                          |  |  |                  |                  |                  |  |  |             |             |             |  |  |                          |                          |                          |
|  |                          |                          |                          |  |  |                  |                  |                  |  |  | 1B          | Brasil      | 3           |  |  |                          |                          |                          |
|  | Partido 5.º y 6.º puesto | Partido 5.º y 6.º puesto | Partido 5.º y 6.º puesto |  |  | 2A               | México           | 1                |  |  | 2C          | Puerto Rico | 1           |  |  |                          |                          |                          |
|  |                          |                          |                          |  |  | 2C               | Puerto Rico      | 3                |  |  |             |             |             |  |  | 1B                       | Brasil                   | 2                        |
|  | 2A                       | México                   | 3                        |  |  |                  |                  |                  |  |  |             |             |             |  |  | 1C                       | Argentina                | 3                        |
|  | 2B                       | Canadá                   | 1                        |  |  |                  |                  |                  |  |  | 1C          | Argentina   | 3           |  |  |                          |                          |                          |
|  |                          |                          |                          |  |  | 1A               | Cuba             | 3                |  |  | 1A          | Cuba        | 1           |  |  | Partido 3.º y 4.º puesto | Partido 3.º y 4.º puesto | Partido 3.º y 4.º puesto |
|  |                          |                          |                          |  |  | 2B               | Canadá           | 0                |  |  |             |             |             |  |  |                          |                          |                          |
|  |                          |                          |                          |  |  |                  |                  |                  |  |  |             |             |             |  |  | 2C                       | Puerto Rico              | 1                        |
|  |                          |                          |                          |  |  |                  |                  |                  |  |  |             |             |             |  |  | 1A                       | Cuba                     | 3                        |

##### Cuartos de final
| Fecha        | Hora  | Equipo 1 | Res.  | Equipo 2    | Set 1 | Set 2 | Set 3 | Set 4 | Set 5 | Total   | Reporte |
| ------------ | ----- | -------- | ----- | ----------- | ----- | ----- | ----- | ----- | ----- | ------- | ------- |
| 31 de agosto | 19:00 | Cuba     | 3 – 0 | Canadá      | 25-15 | 25-23 | 25-23 |       |       | 75 – 61 | P2 P3   |
| 31 de agosto | 21:00 | México   | 1 – 3 | Puerto Rico | 20-25 | 16-25 | 25-18 | 22-25 |       | 83 – 93 | P2 P3   |

##### Semifinales
| Fecha           | Hora  | Equipo 1  | Res.  | Equipo 2    | Set 1 | Set 2 | Set 3 | Set 4 | Set 5 | Total    | Reporte |
| --------------- | ----- | --------- | ----- | ----------- | ----- | ----- | ----- | ----- | ----- | -------- | ------- |
| 1 de septiembre | 19:00 | Argentina | 3 – 1 | Cuba        | 21-25 | 25-18 | 25-19 | 25-20 |       | 96 – 82  | P2 P3   |
| 1 de septiembre | 21:00 | Brasil    | 3 – 1 | Puerto Rico | 25-27 | 25-14 | 25-20 | 33-31 |       | 108 – 92 | P2 P3   |

##### Partido por el 5.º y 6.º puesto
| Fecha           | Hora  | Equipo 1 | Res. | Equipo 2 | Set 1 | Set 2 | Set 3 | Set 4 | Set 5 | Total   | Reporte |
| --------------- | ----- | -------- | ---- | -------- | ----- | ----- | ----- | ----- | ----- | ------- | ------- |
| 2 de septiembre | 15:00 | México   | 3–1  | Canadá   | 25-18 | 25-20 | 20-25 | 25-17 |       | 95 – 80 | P2 P3   |

##### Partido por el3.ery 4.º puesto
| Fecha           | Hora  | Equipo 1 | Res.  | Equipo 2    | Set 1 | Set 2 | Set 3 | Set 4 | Set 5 | Total   | Reporte |
| --------------- | ----- | -------- | ----- | ----------- | ----- | ----- | ----- | ----- | ----- | ------- | ------- |
| 2 de septiembre | 17:00 | Cuba     | 3 – 1 | Puerto Rico | 20-25 | 25-9  | 25-18 | 25-17 |       | 95 – 69 | P2 P3   |

##### Final
| Fecha           | Hora  | Equipo 1  | Res.  | Equipo 2 | Set 1 | Set 2 | Set 3 | Set 4 | Set 5 | Total     | Reporte |
| --------------- | ----- | --------- | ----- | -------- | ----- | ----- | ----- | ----- | ----- | --------- | ------- |
| 2 de septiembre | 19:00 | Argentina | 3 – 2 | Brasil   | 25-27 | 25-17 | 25-22 | 25-27 | 15-10 | 115 – 103 | P2 P3   |

## Clasificación general
| Lugar             | Equipo               |
| ----------------- | -------------------- |
| Medalla de oro    | Argentina            |
| Medalla de plata  | Brasil               |
| Medalla de bronce | Cuba                 |
| 4                 | Puerto Rico          |
| 5                 | México               |
| 6                 | Canadá               |
| 7                 | Estados Unidos       |
| 8                 | Chile                |
| 9                 | Colombia             |
| 10                | República Dominicana |
| 11                | Guatemala            |
| 12                | Perú                 |

| Argentina Campeón 2.º título |
| Plantel |
| Matías Sánchez, Liam Ernesto Arreche, Jan Martínez Franchi, Alejandro Toro, Gaspar Bitar, Luciano Palonsky, Nicolás Bruno(c), Gastón Fernández, Joaquín Gallego, Ezequiel Palacios, Nicolás Zerba , Germán Johansen, Santiago Danani, Franco Massimino |
| Entrenador |
| Alejandro Grossi |

## Distinciones individuales
Al culminar la competición la organización del torneo entregó los siguientes premios individuales:
- Jugador más valioso (MVP)

 Ezequiel Palacios
- Mayor anotador y mejor opuesto

 Alan Souza
- Mejor armador

 Matías Sánchez
- Mejores atacantes

 Ezequiel Palacios (primero)
 Miguel Ángel López Castro (segundo)
- Mejores centrales

 Flavio Gualberto (primero)
 Roamy Alonso (segundo)
- Mejor defensa, mejor recepción y mejor líbero

 Yonder García
- Mejor servicio

 David Wieczorek

## Clasificados a los Juegos Panamericanos de 2019
| Bandera de Argentina | Bandera de Brasil | Bandera de Cuba | Bandera de Puerto Rico | Bandera de México |
| Argentina            | Brasil            | Cuba            | Puerto Rico            | México            |
| -------------------- | ----------------- | --------------- | ---------------------- | ----------------- |